# Matang Teungoh T
Matang Teungoh T is een bestuurslaag in het regentschap Aceh Utara van de provincie Atjeh, Indonesië. Matang Teungoh T telt 269 inwoners (volkstelling 2010).